# Фридрих III
Вижте пояснителната страница за други личности с името Фридрих III.
Фридрих III (на немски: Friedrich III), с рождено име Фридрих Вилхелм Николаус Карл фон Прусия (на немски: Friedrich Wilhelm Nikolaus Karl von Preußen; * 18 октомври 1831, Нов дворец, Потсдам; † 15 юни 1888, Нов дворец, Потсдам), от династията Хоенцолерн, е 99 дни (от 9 март до 15 юни 1888) германски кайзер и крал на Прусия. Той е пруски генерал през Седемседмичната и Френско-германската война.

## Биография
Той е син на наследника на трона и по-късен кайзер Вилхелм I (1797 – 1888) и императрица Августа (1811 – 1890). Неговият учител е историкът и археолог Ернст Куртиус.
Принц Фридрих Вилхелм следва право от 1849 до 1852 г. в университета в Бон. През 1858 г. се жени за принцеса Виктория, най-възрастната дъщеря на британската кралица Виктория и Алберт фон Сакс-Кобург-Гота.
През 1853 г. баща му го въвежда в масонството и е приет в Германската голяма ложа. През 1861 г. става пруски кронпринц (престолонаследник). През Френско-германската война (1870 – 1871) крон-принцът командва 3-та армия и става генералмаршал. Награден е с ордена Голям кръст на Железния кръст. От 1871 г. той е „Германски кронпринц и кронпринц на Прусия“.
Той е голям пушач и през 1887 г. се разболява от рак на ларинкса. Когато баща му умира на 9 март 1888 г., той става германски кайзер и крал на Прусия, но не може да говори. Той посреща шведския крал Оскар II и умира след два дни. Наследен е на трона от сина си Вилхелм II (1888 – 1918).

## Деца
Фридрих III и Виктория Сакскобургготска имат децата:
- Вилхелм II (1859 – 1941)
- Шарлота Пруска (1860 – 1919)
- Хайнрих Пруски (1862 – 1929)
- Сигизмунд Пруски (1864 – 1866)
- Виктория Пруска (1866 – 1929)
- Валдемар Пруски (1868 – 1879)
- София Хоенцолерн (1870 – 1932) ∞ 1889 крал Константинос I от Гърция
- Маргарета Пруска (1872 – 1954)